# Statutul de la Westminster, 1931
Statutul de la Westminster din 1931 este o lege a Parlamentului Regatului Unit⁠(d) prin care s-au stabilit bazele pentru relația dintre dominioane (astăzi țări ale Commonwealth-ului⁠(d)) și Coroană⁠(d).
Adoptat la 11 decembrie 1931, statutul a sporit suveranitatea dominioanelor autonome ale Imperiului Britanic față de Regatul Unit. El le-a obligat să ceară fiecare aprobarea celorlalte pentru modificarea titlurilor monarhice și a liniei comune de succesiune. Statutul a intrat în vigoare imediat sau la ratificare. Astfel, a devenit întruparea statutară a principiilor de egalitate și credință comună în Coroană stabilite prin Declarația lui Balfour din 1926⁠(d). Întrucât înlătura aproape orice autoritate a Parlamentului Britanic de a legifera în numele dominioanelor, statutul a fost un pas crucial în dezvoltarea dominioanelor ca state separate, independente și suverane.